# Isaac Hempstead Wright
Isaac Hempstead Wright (født Isaac William Hempstead; 9. april 1999 i Kent) er en britisk barneskuespiller. Han er mest kendt for sin rolle som Bran Stark i HBO Game of Thrones.

## Filmografi

### Film
| År   | Titel          | Rolle    | Note(r) |
| ---- | -------------- | -------- | ------- |
| 2011 | The Awakening  | Tom      |         |
| 2013 | Closed Circuit | Tom Rose |         |
| 2014 | Æsketroldene   | Eggs     | Stemme  |

### Tv-serier
| År      | Titel           | Rolle      | Note(r)   |
| ------- | --------------- | ---------- | --------- |
| 2011–19 | Game of Thrones | Bran Stark | 40 afsnit |